# Даутоков-Серебряков, Заурбек Асланбекович
Заурбек Асланбекович Даутоков-Серебряков  (Александр Никифорович Серебряков; 1 (13) апреля 1886, ст. Луковская, Терская область, Российская империя — 27 августа (9 сентября) 1919, под Царицыным, РСФСР) — кабардинский князь, офицер Туземной дивизии в период первой мировой войны, лидер белого антибольшевистского движения на Северном Кавказе, генерал-майор.

## Биография
Князь Заурбек Даутоков—Серебряков, родился в 1885 году, в пригороде города Моздок, в семье князя Асланбека Даутокова и его супруги дочери хорунжего из ст Новоосетинской Токаева Имел 2 братьев, погибших в войне.
Заурбек окончил Оренбургское казачье училище в 1912 году. В Первой Мировой войне участвовал как сотник 1-го Сунженско-Владикавказского полка, а в феврале 1916 года был перечислен в Кабардинский конный полк.
Приказ по кадрам запаса Кавказской Туземной конной дивизии за № 136 от 8 мая 1917 года, г. Проскуров, § 2 гласил, что: «Вр. командующий Кабардинской запасной сотней поручик Александр Никифорович Серебряков с 5-го сего мая перешёл в религию своих предков мусульман, получив имя Заурбек, отчество Асланбек с прибавлением фамилии деда Даутоков-Серебряков, что и внести в послужной список названного офицера...».
Завершил свои действия в Первой Мировой войне, в чине штабс-ротмистра. После возвращения домой, стал организатором антибольшевистского движения в Кабарде в 1918 году. В июне 1918 года был командиром Сводного Кабардинского отряда в Терском восстании. Ротмистр (11.1918). Командир Кабардинского конного полка. Впоследствии был помощником князя Фёдора Николаевича (Тембота Жанхотовича) Бекович-Черкасского, по военным вопросам, с правами командира бригады.
В августе 1918 года он объявил о создании партии «Свободная Кабарда». Основной её целью была наведение порядка, искоренение анархии и бандитизма, а также полное освобождение Кабарды от оккупации большевиками. Кабардинцы объединились вокруг Даутокова-Серебрякова, офицера русской службы, служившего во время германской войны в Кабардинском полку Туземной дивизии. Большевики видели в нём одного из лидеров Белого освободительного движения Кавказа.
Заурбек Даутоков-Серебряков был одним из создателей Кавказской Добровольческой Армии, и являлся его активным участником и деятелем. Генерал-майор и командир 2-й Кабардинской Бригады.
В 1919 году был убит в бою под Царицыном. Похоронен в Вольноаульском кладбище города Нальчик.

## Награды
- св. Владимира 4-й степени с мечами и бантом;
- св. Анны 2-й ст. с мечами;
- св. Станислава 2-й ст. с мечами;
- св. Анны 3-й ст. с мечами и бантом;
- св. Анны 4-й ст. с надписью «За храбрость»;
- св. Станислава 3-й ст.